# Franz-Josef Rehrl
Franz-Josef Rehrl (ur. 15 marca 1993 w Schladming) – austriacki narciarz, specjalista kombinacji norweskiej, pięciokrotny medalista mistrzostw świata, dwukrotny medalista mistrzostw świata juniorów oraz zwycięzca Letniego Grand Prix.

## Kariera
Po raz pierwszy na arenie międzynarodowej pojawił się 1 marca 2008 roku w zawodach juniorskich w Bois-d’Amont. Zajął tam czwarte miejsce w zawodach metodą Gundersena. W 2010 roku wystartował na mistrzostwach świata juniorów w Hinterzarten, zajmując między innymi dziewiąte miejsce w sztafecie i dwudzieste w Gundersenie. Największy sukces w tej kategorii wiekowej osiągnął podczas mistrzostw świata juniorów w Erzurum w 2012 roku, gdzie wspólnie z kolegami z reprezentacji zdobył złoty medal w sztafecie. W tej samej konkurencji był też drugi na rozgrywanych rok później mistrzostwach świata juniorów w Libercu. Indywidualnie na tej imprezie był piąty w sprincie i szósty w Gundersenie.
W Pucharze Świata zadebiutował 10 grudnia 2011 roku w Ramsau, zajmując 49. miejsce w Gundersenie. Pierwsze pucharowe punkty zdobył 9 lutego 2012 roku w Ałmaty, zajmując 27. miejsce w Gundersenie. Na podium po raz pierwszy stanął 30 listopada 2018 roku w Lillehammer, gdzie był trzeci w Gundersenie. Wyprzedzili go jedynie Jarl Magnus Riiber z Norwegii i Niemiec Eric Frenzel. W lutym 2018 roku wziął udział w igrzyskach olimpijskich w Pjongczangu, zajmując trzynaste miejsce na normalnym obiekcie.

## Osiągnięcia

### Igrzyska olimpijskie
| Miejsce | Dzień     | Rok  | Miejscowość | Konkurencja           | Wynik zwycięzcy | Strata  | Zwycięzca      |
| ------- | --------- | ---- | ----------- | --------------------- | --------------- | ------- | -------------- |
| 13.     | 14 lutego | 2018 | Pjongczang  | Gundersen HS109/10 km | 24:51,4         | +1:38,1 | Eric Frenzel   |
| 9.      | 9 lutego  | 2022 | Zhangjiakou | Gundersen HS106/10 km | 25:07,7         | +1:09,6 | Vinzenz Geiger |
| 11.     | 15 lutego | 2022 | Zhangjiakou | Gundersen HS140/10 km | 27:13,3         | +1:08,9 | Jørgen Graabak |
| 4.      | 17 lutego | 2022 | Zhangjiakou | Sztafeta HS140/4x5 km | 50:45,1         | +59,6   | Norwegia       |

### Mistrzostwa świata
| Miejsce | Dzień     | Rok  | Miejscowość      | Konkurencja                     | Wynik zwycięzcy | Strata  | Zwycięzca          |
| ------- | --------- | ---- | ---------------- | ------------------------------- | --------------- | ------- | ------------------ |
| 3.      | 22 lutego | 2019 | Seefeld in Tirol | Gundersen HS130/10 km           | 23:43,0         | +8,7    | Eric Frenzel       |
| 3.      | 24 lutego | 2019 | Seefeld in Tirol | Sprint drużynowy HS130/2x7,5 km | 28:29,5         | +9,2    | Niemcy             |
| 4.      | 28 lutego | 2019 | Seefeld in Tirol | Gundersen HS109/10 km           | 25:01,3         | +29,8   | Jarl Magnus Riiber |
| 3.      | 2 marca   | 2019 | Seefeld in Tirol | Sztafeta HS109/4x5 km           | 50:15,5         | +5,0    | Norwegia           |
| 3.      | 25 lutego | 2023 | Planica          | Gundersen HS102/10 km           | 24:36,3         | +21,0   | Jarl Magnus Riiber |
| 14.     | 1 marca   | 2025 | Trondheim        | Kompakt HS102/7,5 km            | 17:13,4         | +36,4   | Jarl Magnus Riiber |
| 2.      | 7 marca   | 2025 | Trondheim        | Sztafeta HS138/4x5 km           | 50:37,7         | +6,8    | Niemcy             |
| 17.     | 8 marca   | 2025 | Trondheim        | Gundersen HS138/10 km           | 24:57,5         | +3:24,0 | Jarl Magnus Riiber |

### Mistrzostwa świata juniorów
| Miejsce | Dzień       | Rok  | Miejscowość  | Konkurencja           | Wynik zwycięzcy | Strata  | Zwycięzca            |
| ------- | ----------- | ---- | ------------ | --------------------- | --------------- | ------- | -------------------- |
| 31.     | 27 stycznia | 2010 | Hinterzarten | Sprint HS106/5 km     | 12:55,4         | +2:06,6 | Junshirō Kobayashi   |
| 20.     | 29 stycznia | 2010 | Hinterzarten | Gundersen HS106/10 km | 29:43,5         | +2:18,5 | Ole Christian Wendel |
| 9.      | 31 stycznia | 2010 | Hinterzarten | Sztafeta HS106/4x5 km | 53:00,1         | +3:35,5 | Niemcy               |
| 11.     | 27 stycznia | 2011 | Otepää       | Gundersen HS100/10 km | 26:37,7         | +1:54,2 | Johannes Rydzek      |
| 12.     | 29 stycznia | 2011 | Otepää       | Sprint HS100/5 km     | 12:44,5         | +1:31,6 | Marjan Jelenko       |
| 1.      | 24 lutego   | 2012 | Erzurum      | Sztafeta HS109/4x5 km | 51:16,9         | -       | -                    |
| 8.      | 25 lutego   | 2012 | Erzurum      | Sprint HS109/5 km     | 12:52,9         | +27,2   | Øystein Granbu Lien  |
| 6.      | 23 stycznia | 2013 | Liberec      | Gundersen HS100/10 km | 24:51,0         | 46,4    | Manuel Faißt         |
| 5.      | 25 stycznia | 2013 | Liberec      | Sprint HS100/5 km     | 11:49,4         | +31,2   | Manuel Faißt         |
| 2.      | 26 stycznia | 2013 | Liberec      | Sztafeta HS100/4x5 km | 47:46,9         | +10,0   | Niemcy               |

### Puchar Świata

#### Miejsca w klasyfikacji generalnej
- sezon 2012/2013: 64.
- sezon 2013/2014: 70.
- sezon 2014/2015: nie brał udziału
- sezon 2015/2016: 32.
- sezon 2016/2017: 19.
- sezon 2017/2018: 18.
- sezon 2018/2019: 3.
- sezon 2019/2020: 13.
- sezon 2020/2021: 26.
- sezon 2021/2022: 17.
- sezon 2022/2023: 6.
- sezon 2023/2024: 15.
- sezon 2024/2025: 8.

#### Miejsca na podium
| Nr  | Data              | Miejscowość | Konkurencja              | Wynik zwycięzcy | Pozycja | Strata   | Zwycięzca          |
| --- | ----------------- | ----------- | ------------------------ | --------------- | ------- | -------- | ------------------ |
| 1.  | 30 listopada 2018 | Lillehammer | Gundersen HS98/5 km      | 12:45,7 min     | 3.      | +5,7 s   | Jarl Magnus Riiber |
| 2.  | 22 grudnia 2018   | Ramsau      | Gundersen HS98/10 km     | 23:46,5 min     | 2.      | +2,3 s   | Jarl Magnus Riiber |
| 3.  | 18 stycznia 2019  | Chaux-Neuve | Gundersen HS118/5 km     | 11:16,7 min     | 1.      | -        | -                  |
| 4.  | 19 stycznia 2019  | Chaux-Neuve | Gundersen HS118/10 km    | 22:58,7 min     | 1.      | -        | -                  |
| 5.  | 20 stycznia 2019  | Chaux-Neuve | Gundersen HS118/15 km    | 35:44,0 min     | 3.      | +33,7 s  | Mario Seidl        |
| 6.  | 26 stycznia 2020  | Oberstdorf  | Gundersen HS140/10 km    | 26:30,7 min     | 3.      | +8,0 s   | Jarl Magnus Riiber |
| 7.  | 16 stycznia 2022  | Klingenthal | Gundersen HS140/10 km    | 25:01,6 min     | 3.      | +8,7 s   | Johannes Lamparter |
| 8.  | 8 stycznia 2023   | Otepää      | Gundersen HS97/10 km     | 24:39,5 min     | 3.      | +1,8 s   | Julian Schmid      |
| 9.  | 22 stycznia 2023  | Klingenthal | Start masowy HS140/10 km | 146,2 pkt       | 2.      | -4,4 pkt | Johannes Lamparter |
| 10. | 22 stycznia 2023  | Klingenthal | Gundersen HS140/10 km    | 27:54,9 min     | 3.      | +22,9 s  | Johannes Lamparter |
| 11. | 4 lutego 2023     | Oberstdorf  | Gundersen HS137/10 km    | 23:25,0 min     | 3.      | +22,3 s  | Johannes Lamparter |
| 12. | 5 lutego 2023     | Oberstdorf  | Gundersen HS137/10 km    | 22:52,7 min     | 3.      | +1,0 s   | Julian Schmid      |

### Puchar Kontynentalny

#### Miejsca w klasyfikacji generalnej
- sezon 2009/2010: 72.
- sezon 2010/2011: 42.
- sezon 2011/2012: 57.
- sezon 2012/2013: 31.
- sezon 2013/2014: niesklasyfikowany
- sezon 2014/2015: 6.
- sezon 2015/2016: 5.
- sezon 2016/2017: nie brał udziału
- sezon 2017/2018: 19.

#### Miejsca na podium chronologicznie
| Nr | Data             | Miejscowość | Konkurencja           | Wynik zwycięzcy | Pozycja | Strata | Zwycięzca       |
| -- | ---------------- | ----------- | --------------------- | --------------- | ------- | ------ | --------------- |
| 1. | 15 stycznia 2011 | Klingenthal | Gundersen HS140/10 km | 28:53,9         | 3.      | +28,7  | Kaarel Nurmsalu |
| 2. | 7 marca 2015     | Czajkowskij | Gundersen HS140/10 km | 25:20,7         | 3.      | +4,5   | Harald Lemmerer |
| 3. | 13 grudnia 2015  | Midway      | Gundersen HS100/10 km | 23:37,3         | 3.      | +42,4  | Taylor Fletcher |
| 4. | 9 stycznia 2016  | Høydalsmo   | Gundersen HS94/10 km  | 26:30,4         | 2.      | +2,8   | Espen Andersen  |
| 5. | 10 stycznia 2016 | Høydalsmo   | Gundersen HS94/10 km  | 28:15,8         | 1.      | -      | -               |
| 6. | 23 stycznia 2016 | Pjongczang  | Gundersen HS109/10 km | 25:19,0         | 2.      | +56,9  | Harald Lemmerer |
| 7. | 6 stycznia 2018  | Klingenthal | Gundersen HS140/10 km | 25:55,3         | 1.      | -      | -               |

### Letnie Grand Prix

#### Miejsca w klasyfikacji generalnej
- 2010: niesklasyfikowany
- 2014: 24.
- 2015: 28.
- 2016: 12.
- 2017: niesklasyfikowany
- 2018: (8.)[8]
- 2019: 1. (1.)[9]
- 2021: nie brał udziału
- 2022: 2. (3.)[10]
- 2023: 2. (2.)[11]
- 2024: niesklasyfikowany

#### Miejsca na podium chronologicznie
| Nr | Data             | Miejscowość    | Konkurencja              | Wynik zwycięzcy | Pozycja | Strata      | Zwycięzca          |
| -- | ---------------- | -------------- | ------------------------ | --------------- | ------- | ----------- | ------------------ |
| 1. | 22 sierpnia 2018 | Villach        | Gundersen HS98/10 km     | 22:58,1 min     | 2.      | +7,3 s      | Ilkka Herola       |
| 2. | 25 sierpnia 2019 | Oberwiesenthal | Gundersen HS106/10 km    | 27:18,9 min     | 2.      | +1,5 s      | Akito Watabe       |
| 3. | 28 sierpnia 2019 | Klingenthal    | Start masowy HS140/10 km | 145,0 pkt       | 1.      | -           | -                  |
| 4. | 31 sierpnia 2019 | Oberhof        | Gundersen HS140/10 km    | 21:50,2 min     | 1.      | -           | -                  |
| 5. | 7 września 2019  | Planica        | Gundersen HS138/10 km    | 23:47,8 min     | 2.      | +2.0 s      | Jarl Magnus Riiber |
| 6. | 28 sierpnia 2022 | Oberwiesenthal | Gundersen HS105/10 km    | 25:18,0 min     | 3.      | +24,0 s     | Ilkka Herola       |
| 7. | 31 sierpnia 2022 | Oberstdorf     | Gundersen HS137/10 km    | 27:20,9 min     | 1.      | -           | -                  |
| 8. | 26 sierpnia 2023 | Oberwiesenthal | Gundersen HS105/10 km    | 27:18,7 min     | 3.      | +1:00,0 min | Julian Schmid      |
| 9. | 30 sierpnia 2023 | Oberstdorf     | Gundersen HS137/10 km    | 25:43,4 min     | 3.      | +28,4 s     | Julian Schmid      |